# Видлин (Шотландия)

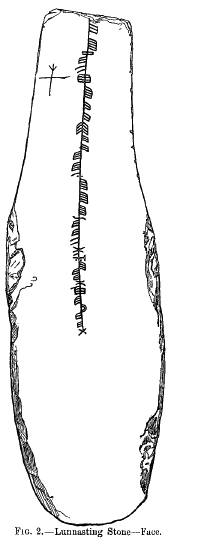

Видлин (англ. Vidlin) — деревня в северо-восточной части острова Мейнленд в архипелаге Шетландских островов.

## География
Расположена у основания полуострова Ланна-Несс.

## История
В 1876 году вблизи Видлина был найден плоский камень с элементами огамического письма.

## Экономика
Паромная переправа связывает Видлин с островом Бререй в архипелаге Аут-Скеррис и с деревней Симбистер на острове Уолси.
Автодорога «9071» (Хамнаво — Видлин — Лаксо — «A970» — Бикстер) ведёт в центральную часть острова.

## Образование
В деревне работает начальная школа «Lunnasting Primary School», 20 учащихся (2009 год).

## Известные жители
- Стивен Робертсон — актёр[4].